# Бадамянц, Георгий Арташесович
Георгий (Геворг) Арташесович Бадамянц (1910, Москва — 1988, Москва) — руководящий работник органов государственной безопасности СССР, председатель КГБ Армянской ССР, генерал-лейтенант КГБ, депутат Верховного Совета (1966―1974).

## Биография
Родился в рабочей семье 27 октября 1910 года. Отец ― участник первой мировой войны, прапорщик, Георгиевский кавалер. С 1927 года помощник электромонтёра на Шатурской электростанции, электромонтёр московского электрозавода им. Куйбышева. В 1937 году окончил Московский энергетический институт, с 1938 года начальник цеха подшипниковых заводов в Москве и Томске. С 1944 года парторг ЦК ВКП(б) по ГПЗ-5 в Томске.
В 1948 году послан на Высшие курсы КГБ СССР. В 1950―1952 годах — майор государственной безопасности, начальник IV (оперативно-розыскного) отдела МГБ в Литве, участник и один из руководителей ликвидации «лесных братьев». В 1952―1953 годах — начальник V (секретно-политического) отдела МГБ Литвы. В 1953 ― мае 1954 года и. о. начальника IV (секретно-политического) отдела МГБ Литвы. В 1954 году назначен министром госбезопасности Армянской ССР. С 1958 года председатель КГБ Армении, генерал-майор. С 1969 года генерал-лейтенант КГБ СССР. С 1972 года заместитель начальника Инспекторского управления КГБ СССР. С 1975 года в отставке. Умер в Москве. Депутат двух созывов Верховного Совета СССР.

## Семья
Сыновья: Юрий Бадамянц (1938―2006) ― полковник ФСБ в отставке. Валерий Бадамянц (1940—2023) ― генерал-майор КГБ СССР (1988), председатель КГБ Армении (1988―1991), впоследствии бизнесмен.

## Награды
- Орден Ленина
- Орден Октябрьской Революции
- Орден Красной Звезды
- Почётный сотрудник госбезопасности